# EV Regensburg
Der 1962 gegründete Eissportverein Regensburg e. V. (EV Regensburg) ist ein Sportverein aus Regensburg, der vor allem für seine Eishockey-Abteilung bekannt ist. Die 1. Mannschaft war von 2001 bis 2008 in die „EVR Eisbären Betriebs GmbH“ ausgegliedert und kehrte nach der Insolvenz der GmbH zum Stammverein zurück. Im Sommer 2015 erfolgte die erneute Ausgliederung der ersten Mannschaft in eine GmbH. Seit der Saison 2017/18 läuft die erste Mannschaft wieder unter dem Namen „Eisbären Regensburg“ auf. Zur Saison 2022/23 stieg die Mannschaft aus der Oberliga Süd in die DEL2 auf. Am Ende der Saison 2023/24 setzte man sich im Finale gegen die Kassel Huskies durch und erreichte dadurch den größten Erfolg der Vereinsgeschichte.

## Geschichte

### 1965–1972: Zeit des Aufstiegs
| Saisonbilanzen 1965–1972 | Saisonbilanzen 1965–1972 | Saisonbilanzen 1965–1972 | Saisonbilanzen 1965–1972 | Saisonbilanzen 1965–1972 | Saisonbilanzen 1965–1972 | Saisonbilanzen 1965–1972 | Saisonbilanzen 1965–1972 |
| Saison                   | Liga                     | Klasse                   | Platz                    | PO/PD                    | Topscorer                | Trainer                  | Zuschauer                |
| ------------------------ | ------------------------ | ------------------------ | ------------------------ | ------------------------ | ------------------------ | ------------------------ | ------------------------ |
| 1965/66                  | Kreisliga Ost            | V                        | 2.                       | -                        | Wolfgang Wagner          | Josef Wagner             | 1.000                    |
| 1966/67                  | Landesliga Nord          | IV                       | 4.                       | -                        | Bernd Vossenkaul         | Josef Wagner             |                          |
| 1967/68                  | Landesliga Gruppe A      | IV                       | 1.                       | -                        | Günter Falter            | Josef Wagner             |                          |
| 1968/69                  | Regionalliga Süd         | III                      | 7.                       | -                        | Max Lang                 | Josef Wagner             |                          |
| 1969/70                  | Regionalliga Süd         | III                      | 1.                       | 6.                       | Günter Falter            | Albert Groß              |                          |
| 1970/71                  | Regionalliga Süd         | III                      | 2.                       | 2.                       | Gebhard Schweser         | Josef Wagner             |                          |
| 1971/72                  | Oberliga                 | II                       | 14.                      | -                        | August Lang              | Kurt Nuhs, Kurt Schloder |                          |

Eishockey wurde in Regensburg bereits in den 1930er Jahren gespielt. So wurde das erste Eishockeyspiel in Regensburg zwischen dem SV Donaustauf und dem Regensburger Ruderclub am 29. Januar 1933 ausgetragen, welches die Donaustaufer mit 8:3 für sich entscheiden konnten. Erst 1962 erfolgte aber die Gründung des Eissportvereins Regensburg. Die Eishockeyabteilung entstand 1964 aus der Eishockeyabteilung der Regensburger Turnerschaft, die wiederum bereits 1950/51 an der Nordbayerischen Eishockeymeisterschaft und gesichert bereits seit 1953 am geregelten Spielbetrieb teilnahm. Unter dem Dach des EV Regensburg nahm das Team erstmals 1965/66 an der Kreisliga Ost teil. Zusammen mit dem SC Pfettrach stieg das Team bereits nach einem Jahr als Nachrücker in die Landesliga Nord auf. Zunächst stand der Verein in Konkurrenz zum bis dahin vorherrschenden Vorort-Club SV Donaustauf, 1968 erfolgte jedoch die Fusionierung zum EV Regensburg-Donaustauf. Schon in der folgenden Saison konnte der Aufstieg in die Regionalliga Süd erreicht werden und der Zusatz Donaustauf wurde aus dem Vereinsnamen gestrichen. Dies bedeutete gleichzeitig das Ende der bis dahin 36-jährigen Eishockeygeschichte der Donaustaufer. In der Regionalliga traf man erstmals auf traditionsreiche Mannschaften wie den EV Ravensburg oder den VER Selb. In der Saison 1969/70 schloss der EV Regensburg die Hauptrunde der Regionalliga als Erster ab, scheiterte jedoch in der Aufstiegsrunde. Ein Jahr später schon konnte man sich auch in der Aufstiegsrunde durchsetzen und stieg 1971 in die damals zweithöchste Spielklasse, die eingleisige Oberliga auf. Mannschaften wie der Mannheimer ERC, der Berliner SC oder der EV Rosenheim stoppten den sportlichen Aufwärtstrend des EVR, der diese Spiele jeweils hoch verlor.

### 1972–1980: Der Weg in die neue 2. Bundesliga
| Saisonbilanzen 1972–1980 | Saisonbilanzen 1972–1980 | Saisonbilanzen 1972–1980 | Saisonbilanzen 1972–1980 | Saisonbilanzen 1972–1980 | Saisonbilanzen 1972–1980 | Saisonbilanzen 1972–1980 | Saisonbilanzen 1972–1980 |
| Saison                   | Liga                     | Klasse                   | Platz                    | PO/PD                    | Topscorer                | Trainer                  | Zuschauer                |
| ------------------------ | ------------------------ | ------------------------ | ------------------------ | ------------------------ | ------------------------ | ------------------------ | ------------------------ |
| 1972/73                  | Oberliga                 | II                       | 13.                      | -                        | Günter Falter            | Kurt Schloder            |                          |
| 1973/74                  | Oberliga Süd             | III                      | 3.                       | -                        | Don Gook                 | Josef Wagner             |                          |
| 1974/75                  | Oberliga Süd             | III                      | 3.                       | 1                        | Jack Marsh               | Josef Wagner             |                          |
| 1975/76                  | Oberliga Süd             | III                      | 4.                       | 2.                       | Don Gook                 | Jaroslaw Bulejczik       |                          |
| 1976/77                  | Oberliga Süd             | III                      | 2.                       | 4.                       | Günter Falter            | Jaroslaw Bulejczik       |                          |
| 1977/78                  | Oberliga Süd             | III                      | 1.                       | 2.                       | Dave Lavallee            | Jouni Samuli, Kurt Nuhs  | 2.500                    |
| 1978/79                  | 2. Bundesliga            | II                       | 9.                       | -                        | Jouni Samuli             | Jouni Samuli, Kurt Nuhs  | 1.300                    |
| 1979/80                  | 2. Bundesliga            | II                       | 12.                      | -                        | Richard Grisdale         | Pavel Krivonozka         |                          |

Danach konnte sich der EV Regensburg in der Oberliga etablieren, jedoch nicht zuletzt durch die Einführung der neuen 2. Bundesliga, wodurch die Oberliga ab 1973 drittklassig wurde. In diesen sportlich sehr erfolgreichen Jahren blieb dem Team der Aufstieg jedoch verwehrt, immer wieder scheiterte man nur knapp an einem Einzug in die 2. Bundesliga. Bis zu 6.000 Zuschauer kamen seinerzeit zu den Derbys gegen den TSV Straubing oder den Deggendorfer SC in das Stadion an der Nibelungenbrücke. Während der Spielzeit 1972/73 wurde ein Meisterschaftsspiel gegen den EHC 70 München vor über 3.000 Zuschauern beim Stand von 2:5 wegen Zuschauerausschreitungen abgebrochen. In der Saison 1977/78 schloss der EV Regensburg die Oberliga Hauptrunde als Erster ab, konnte sich auch in der Meisterrunde durchsetzen und erreichte schließlich 1978 in der Aufstiegsrunde mit dem zweiten Platz den Aufstieg in die 2. Bundesliga. Mit Platz neun von elf Mannschaften wurde das Saisonziel Klassenerhalt in der eingleisigen 2. Liga 1979 erreicht, ein Jahr später hingegen belegte der EVR den letzten Platz und zog sich zudem 1980 freiwillig in die Regionalliga Süd zurück.

### 1981–1990: Langfristige Heimat Oberliga Süd
| Saisonbilanzen 1981–1990 | Saisonbilanzen 1981–1990 | Saisonbilanzen 1981–1990 | Saisonbilanzen 1981–1990 | Saisonbilanzen 1981–1990 | Saisonbilanzen 1981–1990 | Saisonbilanzen 1981–1990                | Saisonbilanzen 1981–1990 |
| ------------------------ | ------------------------ | ------------------------ | ------------------------ | ------------------------ | ------------------------ | --------------------------------------- | ------------------------ |
| 1980/81                  | Regionalliga Süd         | IV                       | 6.                       | 1.                       | Günther Dörfler          | Albert Groß                             |                          |
| 1981/82                  | Regionalliga Süd         | IV                       | 1.                       | 1.                       | Peter Unsinn             | Albert Groß                             |                          |
| 1982/83                  | Oberliga Süd             | III                      | 11.                      | -                        | Peter Unsinn             | Kurt Schloder                           |                          |
| 1983/84                  | Oberliga Süd             | III                      | 8.                       | 6.                       | Ed Hebert                | Michael Mauer                           |                          |
| 1984/85                  | Oberliga Süd             | III                      | 3.                       | 5.                       | Fred Ledlin              | Michael Mauer                           |                          |
| 1985/86                  | Oberliga Süd             | III                      | 5.                       | 4.                       | Douglas Haydn-Luck       | Jan Egermajer, Gebhard Schweser         |                          |
| 1986/87                  | Oberliga Süd             | III                      | 8.                       | 8.                       | Mark Edwards             | Gebhard Schweser, Marian Hurtik         |                          |
| 1987/88                  | Oberliga Süd             | III                      | 12.                      | 5.                       | Mike Morin               | Marian Hurtik, Max Lang                 |                          |
| 1988/89                  | Regionalliga Süd         | IV                       | 2.                       | 2.                       | Tom St. James            | Gebhard Schweser                        |                          |
| 1989/90                  | Oberliga Süd             | III                      | 4.                       |                          | Tom St. James            | Richard Neubauer, Wladimir Reschetnikow | 3.070                    |
| 1990/91                  | Oberliga Süd             | III                      | 4.                       | 4.                       | Tom St. James            | Richard Neubauer, Wladimir Reschetnikow | 2.950                    |

Älteres EVR-Logo

Bereits in der Saison 1981/82 schaffte der EV Regensburg den Aufstieg in die drittklassige Oberliga Süd, welche für die nächsten sechs Jahre die Heimat des EVR werden sollte. Zwar wurde regelmäßig die mit der 2. Liga verzahnte Aufstiegsrunde erreicht, doch erwiesen sich die Mannschaften aus der 2. Bundesliga als zu stark, so dass die Chancen einen Aufstiegsplatz zu ergattern meist früh zunichtegemacht wurden. Zudem spielten auch begrenzte Möglichkeiten wegen des Freiluftstadions an der Nibelungenbrücke eine Rolle. Während in den Eishockey-Hochburgen längst überdachte Hallen genutzt werden konnten, war in Regensburg ein frühzeitiger Trainingsbeginn weiterhin von den Witterungsbedingungen abhängig. In der Saison 1987/88 konnte der EV Regensburg die Hauptrunde der Oberliga Süd nur noch als Zwölfter abschließen und kam daher in die Abstiegsrunde. Da auch hier der Erfolg ausblieb, stieg die Mannschaft in die Regionalliga Süd ab. Mit dem zweiten Platz in der Aufstiegsrunde wurde allerdings der sofortige Wiederaufstieg in die Oberliga Süd erreicht, in der das EVR-Team gleich im ersten Jahr den vierten Platz belegen konnte.

### 1991–2000: Eine neue Ära
| Saisonbilanzen 1991–2000 | Saisonbilanzen 1991–2000 | Saisonbilanzen 1991–2000 | Saisonbilanzen 1991–2000 | Saisonbilanzen 1991–2000 | Saisonbilanzen 1991–2000 | Saisonbilanzen 1991–2000 | Saisonbilanzen 1991–2000 |
| Saison                   | Liga                     | Klasse                   | Platz                    | PO/PD                    | Topscorer                | Trainer                  | Zuschauer                |
| ------------------------ | ------------------------ | ------------------------ | ------------------------ | ------------------------ | ------------------------ | ------------------------ | ------------------------ |
| 1991/92                  | Oberliga Süd             | III                      | 6.                       | 5.                       | Tom St. James            | George Quinn             | 3.200                    |
| 1992/93                  | Bayernliga Gruppe II     | V                        | 1.                       | 2.                       | German Wolgin            | Wladimir Reschetnikow    | 1.850                    |
| 1993/94                  | Regionalliga Süd         | IV                       | 4.                       | 1.                       | Jason Phillips           | Kai Puonti               | 1.547                    |
| 1994/95                  | 2. Liga Süd              | III                      | 9.                       | 1.                       | Mike Martens             | Anton Paulus             |                          |
| 1995/96                  | 2. Liga Süd              | III                      | 4.                       | 4.                       | Mike Martens             | Anton Paulus             | 1.601                    |
| 1996/97                  | 2. Liga Süd              | III                      | 3.                       | 2. Runde                 | Mike Martens             | Anton Paulus             | 1.571                    |
| 1997/98                  | 2. Liga Süd              | III                      | 1.                       | Finale                   | Ken Petrash              | Jiří Ehrenberger         | 1.747                    |
| 1998/99                  | 1. Liga Süd              | III                      | 4.                       | 7.                       | Tracey Katelnikoff       | Jiří Ehrenberger         | 1.864                    |
| 1999/00                  | Oberliga Süd             | III                      | 2.                       | VF                       | Eric Dylla               | Jiří Ehrenberger         | 2.255                    |

Obwohl Anfang der 1990er Jahre auf sportlicher Seite alle Ziele erreicht wurden, konnten finanzielle Probleme nicht vermieden werden. Vor der Saison 1991/92 verweigerte der DEB die Erteilung der Lizenz zunächst, stimmte dann dem Einspruch jedoch zu. Trotz einem über den Erwartungen liegenden Zuschauerschnitt musste jedoch während der Saison Konkurs angemeldet werden. Das gerade in die Bayernliga aufgestiegene 1b-Team des Vereins setzte den Spielbetrieb ab 1992/93 als 1. Mannschaft fort. Mit einem bis heute geltenden Bayernliga-Rekord von 36:0 Punkten (18 Siege, 0 Unentschieden, 0 Niederlagen) wurde unter Trainer Wladimir Reschetnikow der Aufstieg in die Regionalliga Süd erreicht. Durch die Einführung der DEL 1994 wurde vom DEB die drittklassige 2. Liga Süd eingeführt, der der EV Regensburg fortan angehörte. In der Spielzeit 1994/95 drehte das EVR-Team einen 5:7-Rückstand beim Erzrivalen ERC Ingolstadt in den letzten vier Spielminuten und siegte mit 9:7 – der bis heute einzige Auswärtssieg bei den Panthern. Seit der Saison 1997/98 trug die erste Mannschaft den Namen Eisbären Regensburg. In dieser Saison wurde mit der Meisterschaft in der 2. Liga auch der Aufstieg in die zweitklassige 1. Liga Süd erreicht, aus der bereits im Jahr danach, aufgrund der Einführung einer neuen eingleisigen 2. Bundesliga unterhalb der DEL, die drittklassige Oberliga Süd hervorging. 1999 zogen die Eisbären in die nun fertiggestellte neue Spielstätte Donau-Arena um.

### 2000–2008: Einzug in die Zweitklassigkeit und das Aus der GmbH
| Saisonbilanzen 2000–2008 | Saisonbilanzen 2000–2008 | Saisonbilanzen 2000–2008 | Saisonbilanzen 2000–2008 | Saisonbilanzen 2000–2008 | Saisonbilanzen 2000–2008 | Saisonbilanzen 2000–2008               | Saisonbilanzen 2000–2008 |
| Saison                   | Liga                     | Klasse                   | Platz                    | PO/PD                    | Topscorer                | Trainer                                | Zuschauer                |
| ------------------------ | ------------------------ | ------------------------ | ------------------------ | ------------------------ | ------------------------ | -------------------------------------- | ------------------------ |
| 2000/01                  | Oberliga Süd             | III                      | 1.                       | Meister                  | Jiří Lála                | Jiří Ehrenberger                       | 2.355                    |
| 2001/02                  | 2. Bundesliga            | II                       | 12.                      | 5.                       | Jiří Cmunt               | Jiří Ehrenberger, Jiří Lála            | 2.560                    |
| 2002/03                  | 2. Bundesliga            | II                       | 10.                      | -                        | John Spoltore            | Ignaz Berndaner, Erich Kühnhackl       | 2.414                    |
| 2003/04                  | 2. Bundesliga            | II                       | 7.                       | VF                       | John Spoltore            | Erich Kühnhackl                        | 3.018                    |
| 2004/05                  | 2. Bundesliga            | II                       | 3.                       | HF                       | Jason Miller             | Erich Kühnhackl                        | 3.062                    |
| 2005/06                  | 2. Bundesliga            | II                       | 4.                       | VF                       | Ervín Mašek              | Erich Kühnhackl                        | 3.179                    |
| 2006/07                  | 2. Bundesliga            | II                       | 8.                       | VF                       | Josh MacNevin            | Peter Draisaitl, Beppo Schlickenrieder | 2.708                    |
| 2007/08                  | 2. Bundesliga            | II                       | 10.                      | -                        | Jason Miller             | Wayne Hynes, Igor Pawlow               | 2.238                    |

Die Saison 2000/01 ging als eine der erfolgreichsten in die Geschichte des Clubs ein. Mit dem 4:2-Sieg im entscheidenden Play-off-Spiel gegen den EV Duisburg stiegen die Eisbären in die 2. Bundesliga auf. Im Sommer 2001 wurde die Profimannschaft in die EVR Eisbären Betriebs GmbH ausgelagert, die bis zur Saison 2007/08 an der 2. Bundesliga teilnahm. Durch einen ständigen Zuwachs an Sponsoren und Zuschauern konnte sie sich als ernst zu nehmende Konkurrenz zum Fußball, dem SSV Jahn Regensburg, behaupten. 2005 blickten die Eisbären auf die erfolgreichste Saison der Vereinsgeschichte zurück, nachdem die Mannschaft die Spielzeit auf dem dritten Platz beendete. Im Halbfinale der Play-offs zerplatzten jedoch die Aufstiegsträume. Im darauffolgenden Jahr konnte dieser Erfolg annähernd wiederholt werden, ehe das Aus im Viertelfinale gegen den Erzrivalen Straubing Tigers eine Wende des sportlichen Erfolgs einleitete. In der Saison 2006/07 erreichten die Eisbären nur knapp die Play-offs, schieden bereits im Viertelfinale gegen die Kassel Huskies aus und mussten lange Zeit um die Lizenz für die nächste Saison bangen. Zur Lizenzerteilung von Seiten der ESBG fehlte eine Bürgschaft in Höhe von 75.000 Euro, die schließlich von einem Sponsor des Regionalliga-Süd-Aufsteigers SSV Jahn Regensburg zur Verfügung gestellt wurde. Im Gegenzug zierte während der Saison 2007/08 erstmals das Logo des SSV Jahn einen Bullykreis in der Donau-Arena, der Spielstätte der Eisbären.
In der Saison 2007/08 mussten sich die Eisbären unter Trainerneuling Wayne Hynes erstmals seit 2002 dem sportlichen Abstiegskampf stellen, konnten jedoch aufgrund eines punktereichen Endspurts mit neuem Coach Igor Pavlov den vorzeitigen Klassenerhalt sichern. Trotz des sportlichen Happy Ends musste die EVR Eisbären Betriebs GmbH am 14. April 2008 einen Insolvenzantrag stellen und zog sich aus dem Spielbetrieb der 2. Bundesliga zurück.
Der Verein EV Regensburg setzte den Spielbetrieb nach der Auslagerung mit der Amateurmannschaft fort, die seit der Saison 2003/04 an der Landesliga Bayern teilnahm. Diese Mannschaft erreichte in der Saison 2003/04 und 2004/05 die Qualifikationsrunden für die Meisterschaftsplayoffs, die aber nicht erreicht wurden. Ab der Saison 2004/05 konnte das Team die Spielklasse nur noch über die Abstiegsrunde halten. Diese Mannschaft wurde nach der Insolvenz der EVR Eisbären Betriebs GmbH zur ersten Mannschaft, welche in der darauf folgenden Saison in der fünftklassigen Landesliga Nord startete.

### 2008–2015: Neustart und Durchmarsch in die Oberliga
| Saisonbilanzen 2008–2015 | Saisonbilanzen 2008–2015 | Saisonbilanzen 2008–2015 | Saisonbilanzen 2008–2015 | Saisonbilanzen 2008–2015 | Saisonbilanzen 2008–2015 | Saisonbilanzen 2008–2015            | Saisonbilanzen 2008–2015 |
| Saison                   | Liga                     | Klasse                   | Platz                    | PO/PD                    | Topscorer                | Trainer                             | Zuschauer                |
| ------------------------ | ------------------------ | ------------------------ | ------------------------ | ------------------------ | ------------------------ | ----------------------------------- | ------------------------ |
| 2008/09                  | Landesliga Nord          | V                        | 2.                       | 2.                       | Thomas Daffner           | Sven Gerike, Stefan Schnabl         | 1.962                    |
| 2009/10                  | Bayernliga               | IV                       | 7.                       | 3.                       | Thomas Daffner           | Sven Gerike, Stefan Schnabl         | 2.004                    |
| 2010/11                  | Oberliga Süd             | III                      | 8.                       | AF                       | Thomas Daffner           | Sven Gerike, Stefan Schnabl         | 2.073                    |
| 2011/12                  | Oberliga Süd             | III                      | 8.                       | VF                       | John Sicinski            | Günter Eisenhut, Martin Helmig      | 1.830                    |
| 2012/13                  | Oberliga Süd             | III                      | 4.                       | AF                       | Petr Fical               | Alexej Sulak                        | 1.874                    |
| 2013/14                  | Oberliga Süd             | III                      | 9.                       | PD                       | Petr Fical               | Rob Leask, Stefan Schnabl/M. Helmig | 1.627                    |
| 2014/15                  | Oberliga Süd             | III                      | 3.                       | HF                       | David Stieler            | Doug Irwin                          | 2.694                    |

Die daraufhin vom Stammverein ins Leben gerufene Aktion „Durchmarsch in die Oberliga“ (DIDO) konnte so viel neue Euphorie entfachen, dass bis zum Saisonstart 955 Dauerkarten verkauft wurden. Sportlich war das erklärte Ziel der direkte Aufstieg in die Bayernliga, gefolgt vom möglichst schnellen Einzug in die Oberliga und der damit verbundenen Rückkehr in das professionelle Eishockey. Die in der Landesliga erlaubte Profistelle im Kader wurde am 14. Januar 2009 mit dem Kanadier Dustin Hughes besetzt, der in der Vorsaison für die Passau Black Hawks in der Oberliga auf Punktejagd ging. Dieser verletzte sich aber nach drei Spielen so schwer am Auge, dass er die Heimreise antrat. Die entfachte Euphorie des Neustarts zeigte sich besonders bei den letzten beiden Heimspielen mit jeweils über 4000 Zuschauern. So verfolgten am 20. Februar 2009 das Spiel gegen den EV Weiden 4961 Zuschauer – damit war das Spiel ausverkauft. Am 1. März 2009 gelang im entscheidenden Spiel vor 4.086 Zuschauern mit einem 4:2-Sieg gegen den EV Lindau der Aufstieg in die Bayernliga.
Zur Saison 2009/10 konnte der Verein schon vor Saisonbeginn über 1100 Dauerkarten verkaufen und damit die Verkaufszahlen aus dem Vorjahr übertreffen. Nach der Haupt- und Zwischenrunde zog man knapp in das Playoff-Halbfinale ein und scheiterte im dritten und entscheidenden Spiel der Serie am VER Selb. Gegen den EC Pfaffenhofen gelang in Hin- und Rückspiel das Erreichen des dritten Platzes, was zum Nachrücken in die Eishockey-Oberliga berechtigte. Nach der Reform der Ligen nahm der EV Regensburg die Chance zum Nachrücken wahr, da der TEV Miesbach auf den Aufstieg verzichtete.
Seit dem Aufstieg in die Oberliga Süd versucht die sportliche Leitung, das Modell Regensburger für Regensburg, mit dem man schon in der Landesliga gestartet war, fortzuführen und auf diese Weise den erfolgreichen Nachwuchs in die Herrenmannschaft einzugliedern. Ergänzt durch einige erfahrenere Spieler konnte so ein Team gebildet werden, das im ersten Jahr nach dem Aufstieg den achten Platz und somit das Playoff-Achtelfinale erreichte. Zwar unterlag man dem Hauptrundenprimus EC Bad Tölz klar in vier Spielen, schaffte jedoch auf diese Weise den vorzeitigen Klassenerhalt und damit das Saisonziel. In der darauffolgenden Spielzeit 2011/12 blieb die Mannschaft während der Hauptrunde weit hinter den Erwartungen zurück, konnte sich im Playoff-Achtelfinale dann aber überraschend gegen den erstplatzierten EC Peiting durchsetzen und unterlag erst im Viertelfinale dem EV Duisburg. Trotz des für die Fans versöhnlichen Saisonabschlusses war der Zuschauerschnitt der niedrigste seit der Saison 1998/99 und damit der niedrigste seit Bestehen der Donau-Arena. In der darauffolgenden Spielzeit konnte ungeachtet der sportlich klar besseren Ergebnisse ein nur marginal höherer Zuschauerzuspruch erreicht werden. Vergleichsweise schlecht besucht war vor allem die Play-off-Serie gegen den EHC Klostersee, welche trotz des in der Hauptrunde erspielten Heimrechts mit aller Deutlichkeit verloren wurde. Zusätzlich kam es durch deutlich niedrigere Sponsoreneinnahmen nach dem Ende der Saison erneut zu finanziellen Problemen, in deren Rahmen drei Vorstandsmitglieder zurücktraten und dadurch Neuwahlen nötig wurden. Während der Saison 2013/14 kam der Schuldenabbau gut voran, die bis dahin sportlich enttäuschenden Ergebnisse führten jedoch zur Beurlaubung des Trainers Rob Leask am 4. Februar 2014. Am 1. April 2014 wurde Doug Irwin als neuer Trainer des EV Regensburg für die Saison 2014/2015 vorgestellt, der in den vorhergehenden vier Spielzeiten beim EHC Klostersee angestellt war.

### 2015–2022: Erneute Auslagerung
| Saisonbilanzen 2015–2022 | Saisonbilanzen 2015–2022 | Saisonbilanzen 2015–2022 | Saisonbilanzen 2015–2022 | Saisonbilanzen 2015–2022 | Saisonbilanzen 2015–2022 | Saisonbilanzen 2015–2022    | Saisonbilanzen 2015–2022 |
| Saison                   | Liga                     | Klasse                   | Platz                    | PO/PD                    | Topscorer                | Trainer                     | Zuschauer                |
| ------------------------ | ------------------------ | ------------------------ | ------------------------ | ------------------------ | ------------------------ | --------------------------- | ------------------------ |
| 2015/16                  | Oberliga Süd             | III                      | Meister                  | HF                       | Nikola Gajovsky          | Doug Irwin                  | 2.993                    |
| 2016/17                  | Oberliga Süd             | III                      | 3.                       | AF                       | Nikola Gajovsky          | Doug Irwin                  | 2.371                    |
| 2017/18                  | Oberliga Süd             | III                      | 7.                       | VF                       | Nikola Gajovsky          | Joseph Heiß / Igor Pawlow   | 2.201                    |
| 2018/19                  | Oberliga Süd             | III                      | 3.                       | AF                       | Nikola Gajovsky          | Igor Pawlow                 | 2.189                    |
| 2019/20                  | Oberliga Süd             | III                      | Meister                  | –                        | Richard Divis            | I. Pawlow/ Max Kaltenhauser | 2.022                    |
| 2020/21                  | Oberliga Süd             | III                      | Vizemeister              | Finale                   | Nikola Gajovsky          | Max Kaltenhauser            | Pandemie                 |
| 2021/22                  | Oberliga Süd             | III                      | 4.                       | Meister                  | Andrew Schembri          | Max Kaltenhauser            | Pandemie                 |

Auf der Hauptversammlung am 24. Juni 2015 stimmte die Mehrheit der anwesenden Mitglieder der erneuten Auslagerung der 1. Mannschaft des EVR in die EVR Eishockey GmbH zum 1. Juli 2015 zu. Neben der Funktion als Vorstand des EVR übernimmt Ivo Stellmann-Zidek – mit Zustimmung der Mitglieder – die GmbH als Alleingesellschafter. In der Saison 2015/16 entwickelte sich die Mannschaft während der Saison zu einem der größten Aufstiegsaspiranten, nachdem die Hauptrunde, in der eine Siegesserie von 30 Spielen erreicht werden konnte, mit 28 Punkten Vorsprung auf den zweiten Platz abgeschlossen wurde. 

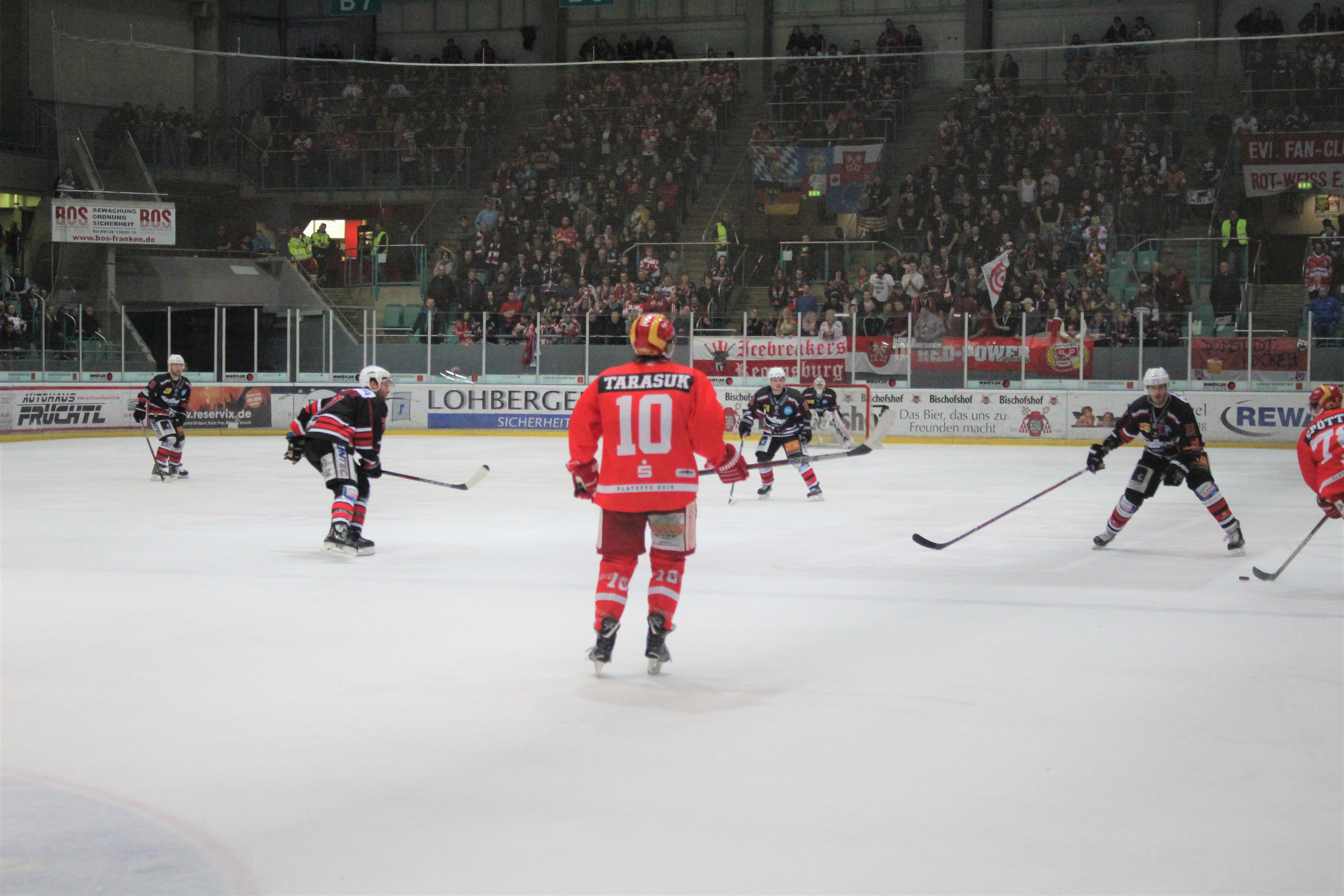
Szene eines Playoff-Spiels der Eisbären gegen die Halle Saale Bulls (2018)

Im Halbfinale der Playoffs unterlag sie jedoch dem Zweitplatzierten EHC Bayreuth in vier Spielen. In der folgenden Saison zog die 1. Mannschaft als Tabellendritter der Hauptrunde in die Oberliga-Playoffs ein, unterlag im Achtelfinale allerdings in vier Spielen dem ERC Sonthofen.
Ab der Saison 2017/18 lief die erste Mannschaft wieder unter dem Namen Eisbären Regensburg auf. Die Gesellschafter bestellten den erst 23-jährigen Stefan Liebergesell zum Geschäftsführer. Dieser war zuvor als Presse- und Stadionsprecher tätig gewesen. Als Cheftrainer wurde der ehemalige deutsche Eishockey-Nationaltorhüter Joseph Heiß präsentiert. Bereits im November 2017 wurde Liebergesell abberufen und der Gesellschafter Christian Sommerer zum neuen Geschäftsführer ernannt. Im Januar 2018 folgte dann die Entlassung von Cheftrainer Heiß, als Nachfolger wurde Igor Pawlow präsentiert, welcher bereits im Jahr 2008 Eisbären-Trainer gewesen war. Unter Pawlow retteten sich die Eisbären in der Saison in die Playoffs, in der sie im Viertelfinale gegen Tilburg ausschieden. In der darauffolgenden Saison 2018/19 gehörten die EVR-Profis wieder zu den Spitzenteams, konnten nach Platz drei in der Meisterrunde aber in den Playoffs nicht überzeugen und unterlagen bereits im Achtelfinale dem Nord-6. Herne überraschend glatt in drei Spielen.
Nach einem enttäuschenden Saisonstart der Saison 2019/20, in der die Eisbären mit Platz elf nur auf dem vorletzten Platz standen, wurde Pawlow auf Platz beurlaubt, Max Kaltenhauser übernahm zunächst interimsweise. Unter ihm kehrte der Erfolg zurück, am letzten Spieltag konnten sich die Eisbären so sogar noch die Meisterschaft der Oberliga Süd gegen den ECDC Memmingen sichern. Aufgrund der COVID-19-Pandemie wurde am 11. März 2020 der Spielbetrieb sämtlicher Eishockey-Ligen in Deutschland jedoch vorzeitig eingestellt, sodass die Playoffs anschließend nicht mehr ausgetragen wurden. In der darauffolgenden Spielzeit 2020/21 erreichten die Regensburger das Finale der Oberliga-Süd-Playoffs, in dem sie den Selber Wölfen jedoch unterlagen; diese stiegen später nach den Aufstiegsspielen gegen Hannover in die DEL2 auf.
Nach Platz vier in der Oberliga Süd 2021/22 gingen die Eisbären Regensburg nicht als Favorit in die Playoffs. Dennoch konnten sie sich behaupten und bezwangen in der ersten Runde die Icefighters Leipzig am Ende im fünften Spiel in der Verlängerung. Mit den Halle Saale Bulls im Viertelfinale als Meister der Oberliga Nord und den Hannover Scorpions im Halbfinale als Vizemeister setzten sie sich zum Teil mehr als souverän gegen die Favoriten durch und erreichten das Endspiel gegen die Memmingen Indians. Es war das erste Finale um den Aufstieg in die zweite Liga seit 21 Jahren. In diesem setzten sich die Regensburger in vier Spielen durch, nach einem 4:1-Sieg in der ausverkauften Donau-Arena stiegen die Eisbären Regensburg schließlich sportlich in die DEL2 auf, 14 Jahre nach dem Konkurs und dem letztmaligen Gastspiel in der zweithöchsten Eishockey-Liga.

### Seit 2022: Rückkehr in die Zweitklassigkeit
| Saisonbilanzen seit 2022 | Saisonbilanzen seit 2022 | Saisonbilanzen seit 2022 | Saisonbilanzen seit 2022 | Saisonbilanzen seit 2022 | Saisonbilanzen seit 2022 | Saisonbilanzen seit 2022        | Saisonbilanzen seit 2022 |
| Saison                   | Liga                     | Klasse                   | Platz                    | PO/PD                    | Topscorer                | Trainer                         | Zuschauer                |
| ------------------------ | ------------------------ | ------------------------ | ------------------------ | ------------------------ | ------------------------ | ------------------------------- | ------------------------ |
| 2022/23                  | DEL2                     | II                       | 10                       | Pre-PO                   | Corey Trivino            | Max Kaltenhauser                | 3.400                    |
| 2023/24                  | DEL2                     | II                       | 2                        | Meister                  | Andrew Yogan             | Max Kaltenhauser                | 4.069                    |
| 2024/25                  | DEL2                     | II                       | 13                       | PD                       | Corey Trivino            | Ville Hämäläinen / Peter Flache | 4.325                    |

Die Aufstiegsmannschaft der Vorsaison wurde auch für die erste DEL2-Saison weitestgehend zusammengehalten, was dazu führte, dass der Club von vielen als Abstiegskandidat gehandelt wurde. Durch teilweise überraschend starke Auftritte standen die Eisbären jedoch lange Zeit sogar auf einem einstelligen Tabellenplatz und konnten letztlich den vorzeitigen Klassenerhalt nach dem 51. Spieltag feiern. Zudem erreichte man den höchsten Zuschauerschnitt der Vereinsgeschichte. Im Folgejahr startete man zunächst holprig in die Saison und belegte nach 20 Spieltagen den vorletzten Platz. Durch eine herausragende zweite Saisonhälfte, in der die Mannschaft unter anderem eine Siegesserie von zehn Spielen erreichte, schlossen die Eisbären die Hauptrunde als Zweiter ab. In den anschließenden Playoffs setzte sich das Überraschungsteam gegen die Ravensburg Towerstars und die Eispiraten Crimmitschau durch und krönte sich schlussendlich gegen die Kassel Huskies im Finale zum Meister der DEL2 2024. Es handelte sich somit um die erfolgreichste Saison der Vereinsgeschichte, in der auch nochmals der erst im Vorjahr aufgestellte Zuschauerrekord mit im Schnitt 4.069 Zuschauern pro Spiel deutlich übertroffen werden konnte.

### Erfolge
- DEL2-Meister 2024
- Aufstieg in die 2. Bundesliga/DEL2 1978, 2001, 2022
- 2. Eishockey-Bundesliga 3. Platz 2005
- DEB-Pokal-Halbfinalist 2006
- Deutscher Oberligameister 2022
- Aufstieg in die Oberliga (2. Liga) 1971
- Deutscher Oberliga-Vizemeister 1975, 1978
- Meister Oberliga Süd 1978, 2001, 2016, 2020
- Hauptrundensieger Oberliga Süd 2021
- Vizemeister Oberliga Süd 1977, 2000, 2021
- Aufstieg in die 1. Eishockey-Liga 1998
- Vizemeister der 2. Eishockey-Liga 1998
- Meister der 2. Eishockey-Liga Süd 1998
- Aufstieg in die Oberliga 1982, 1989, 2010
- Deutscher Regionalliga-Meister 1982
- Deutscher Regionalliga-Vizemeister (3. Liga) 1970
- Meister Regionalliga Süd (3. Liga) 1970, 1982
- Vizemeister Regionalliga Süd (3. Liga) 1971
- Aufstieg in die Regionalliga (3. Liga) 1968, 1993
- Vizemeister Regionalliga Süd 1989
- Aufstieg in die Regionalliga (BYL) 2009
- Bayerischer Vizemeister (4. Liga) 1968
- Nordbayerischer Meister (4. Liga) 1968
- Bayerischer Vizemeister 1993[5]
- Meister Bayernliga Gruppe II 1993[5]
- Bayerischer Landesliga-Vizemeister 2009
- Aufstieg in die Bayerische Landesliga (4. Liga) 1966
- EVR-1b Meister Landesliga-Nord 1985, 2001, BBzL-Nord 2012
- Bayernkrug Pokalfinale 2009

## Spieler

### Bedeutende frühere Mannschaften

#### DEL2-Meistermannschaft 2023/24
Am Ende der Saison 2023/24 stand man mit 93 Punkten aus 52 Spielen auf dem 2. Tabellenplatz und damit zog die Mannschaft mit der besten Hauptrundenleistung in der Vereinsgeschichte in die Playoffs ein. Im Viertelfinale entschied man die Serie mit 4:3 gegen die Ravensburg Towerstars für sich und zog damit in das Halbfinale der Playoffs ein. Im Halbfinale traf man auf die Eispiraten Crimmitschau und gewann die Serie mit 4:2 und zog in das Finale ein. Dort traf man auf die stark favorisierten Kassel Huskies, welche man aber mit 4:2 in der Serie bezwingen konnte und somit die Meisterschaft zum ersten Mal nach Regensburg holte.
| Torhüter                        | Torhüter                        | Torhüter               | Torhüter               |
| ------------------------------- | ------------------------------- | ---------------------- | ---------------------- |
| Thomas McCollum                 | Jonas Neffin                    | Fabio Marx             | David Kubik            |
| Verteidiger                     |                                 |                        |                        |
| André Bühler                    | Patrick Demetz                  | Lucas Flade            | Tariq Hammond          |
| Petr Heider                     | Sandro Mayr                     | Korbinian Schütz       | Xaver Tippmann         |
| Jakob Weber                     |                                 |                        |                        |
| Stürmer                         |                                 |                        |                        |
| David Booth                     | Richard Divis                   | Nikola Gajovský        | Abbott Girduckis       |
| Yuma Grimm                      | Lukas Heger                     | Constantin Ontl        | Petr Pohl              |
| Andrew Shembri                  | Marvin Schmid                   | Christoph Schmidt      | Tomas Schwamberger     |
| Kevin Slezak                    | Corey Trivino                   | Andrew Yogan           |                        |
| Offizielle                      |                                 |                        |                        |
| Max Kaltenhauser (Chef-Trainer) | Max Kaltenhauser (Chef-Trainer) | Jan Suran (Co-Trainer) | Jan Suran (Co-Trainer) |

#### Oberliga-Meistermannschaft 2021/22
Das Team zog mit 72 Punkten aus 34 Spielen (aufgrund der Nachwirkungen der COVID-19-Pandemie wurden nicht alle Hauptrundenspiele absolviert) auf dem vierten Platz der Oberliga Süd in die Playoffs ein und setzte sich dort in vier Runden gegen die Icefighters Leipzig, Saale Bulls Halle, Hannover Scorpions und den ECDC Memmingen durch.
| Torhüter                       | Torhüter           | Torhüter        | Torhüter         |
| ------------------------------ | ------------------ | --------------- | ---------------- |
| Patrick Berger                 | Peter Holmgren     | Jonas Leserer   |                  |
| Verteidiger                    |                    |                 |                  |
| André Bühler                   | Tomáš Gulda        | Petr Heider     | Lars Schiller    |
| Tim Schlauderer                | Korbinian Schütz   | Xaver Tippmann  | Jakob Weber      |
| Stürmer                        |                    |                 |                  |
| Aleandro Angaran               | Richard Divis      | Jeff Fearing    | Peter Flache     |
| Nikola Gajovsky                | Lukas Heger        | Erik Keresztury | Nico Kroschinski |
| Constantin Ontl                | Tomáš Plíhal       | Andrew Schembri | Marvin Schmid    |
| Christoph Schmidt              | Tomas Schwamberger | Tom Schwarz     | Matteo Stöhr     |
| Lukas Wagner                   |                    |                 |                  |
| Offizielle                     |                    |                 |                  |
| Max Kaltenhauser (Cheftrainer) |                    |                 |                  |

#### Oberliga-Meistermannschaft 2000/01
Mit 101 Punkten aus 44 Spielen und zehn Punkten Vorsprung am Ende der Hauptrunde der Saison 2000/01 belegte die Mannschaft den ersten Rang und setzte sich schließlich auch in den Playoffs durch. Zusammen mit der Oberliga-Meisterschaft bedeutete dies den Aufstieg in die 2. Bundesliga.
| Torhüter                        | Torhüter          | Torhüter         | Torhüter          |
| ------------------------------- | ----------------- | ---------------- | ----------------- |
| Rainhard Haider                 | Rainhard Haider   | Martin Brunner   | Martin Brunner    |
| Verteidiger                     |                   |                  |                   |
| Jan Schinköthe                  | Ronny Martin      | Christian Martin | Karel Beran       |
| Alexander Herdt                 | Richard Tischler  | Andreas Palenta  | Alexander Dotzler |
| Stürmer                         |                   |                  |                   |
| Jiří Lála                       | Petr Fical        | David Čermák     | Layne Roland      |
| Miroslav Lažo                   | Tobin Praznik     | Florian Curth    | Zdeněk Eichenmann |
| Andreas Naumann                 | Petr Hrubý        | Andrej Michaljou | Enrico Kock       |
| Martin Schweiger                | Sebastian Aukofer | Martin Ritter    |                   |
| Offizielle                      |                   |                  |                   |
| Jiří Ehrenberger (Chef-Trainer) |                   |                  |                   |

#### Aufstiegsmannschaft 1977/78
Mit 54 Punkten aus 32 Spielen der Haupt- und Meisterrunde zog der EV Regensburg 1978 in die Aufstiegsrunde zur 2. Bundesliga ein. In den Duellen gegen den RSC Bremerhaven, den EHC Essen und den Deggendorfer EC gelangen den späteren Aufsteigern drei Siege und ein Unentschieden. Trotz zweier Niederlagen reichte dies, um den zweiten Platz in der Vierer-Gruppe zu belegen und in die 2. Bundesliga aufzusteigen.
| Torhüter                      | Torhüter                      | Torhüter                | Torhüter        |
| ----------------------------- | ----------------------------- | ----------------------- | --------------- |
| Josef Köpf                    | Gerhard Frank                 | Kurt Martin             |                 |
| Verteidiger                   |                               |                         |                 |
| Martin Kronberger             | Helmut Hans                   | Rudolf Eberhardt        | Helmut Schüler  |
| Stürmer                       |                               |                         |                 |
| Jouni Samuli                  | Dave Lavallee                 | Hubert Blumenröther     | Werner Hännl    |
| Eckhard Schindler             | Norbert Pfeiffer              | Max Lang                | Günther Dörfler |
| Günther Falter                | Wolfgang Glaser               | Siegfried Sauerer       | Wolfgang Rösner |
| Offizielle                    |                               |                         |                 |
| Jouni Samuli (Spielertrainer) | Jouni Samuli (Spielertrainer) | Kurt Nuhs (Cheftrainer) |                 |

### Bekannte ehemalige Spieler
| Name              | In Regensburg von bis           | Derzeitiger Verein |
| ----------------- | ------------------------------- | ------------------ |
| Petr Fical        | 2000–2001, 2012–2015            | Karriereende       |
| Thomas Daffner    | 2008–2012                       | Karriereende       |
| Martin Ančička    | 1997–1999, 2002–2006, 2011–2013 | Karriereende       |
| Marián Bažány     | 2002–2005                       | Karriereende       |
| Clayton Young     | 2002–2003                       | Karriereende       |
| Jiří Lála         | 2000–2002                       | Karriereende       |
| Sergei Schendelew | 2002–2004                       | Karriereende       |

Weitere bekannte Spieler:
- Jiří Cmunt
- Jason Miller
- Thomas Greiss
- Korbinian Holzer
- David Booth

### Rekordspieler
| Top-Scorer | Top-Scorer      | Top-Scorer | Top-Scorer                    |
| Platz      | Spieler         | Punkte     | Wann                          |
| ---------- | --------------- | ---------- | ----------------------------- |
| 1.         | Nikola Gajovský | 597        | 2015–                         |
| 2.         | Mike Martens    | 593        | 1993–1997                     |
| 3.         | Tom St. James   | 548        | 1988–1992                     |
| 4.         | Jason Phillips  | 452        | 1993–1996                     |
| 5.         | Martin Ančička  | 434        | 1997–1999 2002–2006 2010–2012 |

| Top-Torschützen | Top-Torschützen | Top-Torschützen | Top-Torschützen |
| Platz           | Spieler         | Tore            | Wann            |
| --------------- | --------------- | --------------- | --------------- |
| 1.              | Mike Martens    | 273             | 1993–1997       |
| 2.              | Jason Phillips  | 268             | 1993–1996       |
| 3.              | Nikola Gajovský | 226             | 2015–           |
| 4.              | Tom St. James   | 221             | 1988–1992       |
| 5.              | Bob Crawford    | 202             | 1989–1992       |

| Die meisten Einsätze | Die meisten Einsätze | Die meisten Einsätze | Die meisten Einsätze |
| Platz                | Spieler              | Einsätze             | Wann                 |
| -------------------- | -------------------- | -------------------- | -------------------- |
| 1.                   | Günther Dörfler      | 579                  | 1976–1992            |
| 2.                   | Armin Mühlhofer      | 447                  | 1983–1996            |
| 3.                   | Enrico Kock          | 427                  | 1999–2006            |
| 4.                   | Gerhard Frank        | 424                  | 1965–1989            |
| 5.                   | Lukas Heger          | 409                  | 2013–                |

| Strafminuten | Strafminuten      | Strafminuten | Strafminuten        |
| Platz        | Spieler           | Strafminuten | Wann                |
| ------------ | ----------------- | ------------ | ------------------- |
| 1.           | Martin Ančička    | 509          | 1997–1999 2002–2006 |
| 2.           | Günther Dörfler   | 463          | 1976–1992           |
| 3.           | Bogdan Selea      | 461          | 2001–2007           |
| 4.           | Martin Kronberger | 458          | 1975–1980           |
| 5.           | Alexander Herdt   | 338          | 1997–2002           |

## Spielstätten

### Eisstadion an der Nibelungenbrücke
Das offene Eisstadion an der Nibelungenbrücke wurde im November 1964 eröffnet. Zur Einweihung trug der EV Landshut gegen den EC Kitzbühel am 20. Dezember 1964 ein Freundschaftsspiel aus, welches 3:4 endete. Nur mit Stehplätzen versehen, fasste es zunächst über 6.000 Zuschauer. Aus sicherheitstechnischen Gründen wurden später jedoch immer mehr Ränge gesperrt, so dass sich das Fassungsvermögen über die Jahre immer weiter reduzierte. Vor allem ab 1974 gab es immer wieder Pläne für eine Überdachung oder den Bau einer Halle. Diese konnten allerdings bis 1995, als der Neubau der Donau-Arena bekanntgegeben wurde, nicht realisiert werden. Vor allem der Denkmalschutz verhinderte immer wieder eine nachträgliche Überdachung des Stadions, da das Dach die Sicht auf den Dom versperren und so das Stadtbild negativ beeinträchtigen würde. Während der Saison 1978/79 gab es sogar bereits einen Termin für den Spatenstich eines Neubaus, drei Tage vorher wurde die Stadt jedoch von der Regierung der Oberpfalz dazu aufgefordert, die bereits erteilte Baugenehmigung zurückzunehmen. Ein Jahr später wurde das Stadion, das bis dahin dem EV Regensburg gehörte, an die Stadt verkauft, um finanzielle Defizite auszugleichen, die unter anderem auch durch die aufgrund der Witterungsverhältnisse notwendig gewordene Nutzung fremder Eishallen angehäuft wurden.
Eine Besonderheit im Alten Eisstadion, wie auch der dort nach dem Abriss entstandene Parkplatz genannt wird, war vor allem die Anzeigetafel, welche von Fans gebaut wurde und bei Eishockeyspielen die Spielzeit nicht – wie damals in Europa üblich – aufwärts, sondern abwärts zählte. Die Spielstätte wurde nach der Stilllegung umgehend abgerissen.

### Donau-Arena
Nach langen Diskussionen konnte im Jahr 1997 der Spatenstich für das neue Domizil der Eisbären erfolgen. Die als Multifunktionshalle konzipierte Donau-Arena öffnete schließlich im Jahr 1999 ihre Pforten und dient seither als Heimstätte des EV Regensburg. Mit einem Fassungsvermögen von 4.863 Zuschauern, davon 2.991 Sitzplätze, ist die Donau-Arena vorerst ausreichend dimensioniert. Zusätzlich zur Haupthalle wurde eine Neben- beziehungsweise Trainingshalle errichtet. So ist es beispielsweise möglich, den Trainingsbetrieb auch aufrechtzuerhalten, wenn in der Haupthalle nicht-sportliche Veranstaltungen stattfinden.

## Vereinskultur

### Fans und Rivalitäten
Mit Rot Weiß und Eisbärnpower existieren zwei offizielle Fanclubs, die 1982 bzw. 2001 gegründet wurden. Die aktuell führenden Gruppen der aktiven Fanszene sind Red Power Regensburg und Northside Fanatics.
Durch die verhältnismäßig hohe Dichte an Eishockeyclubs in der Oberpfalz und in Niederbayern gab es für den EVR seit jeher viele Begegnungen mit Derbycharakter. Die Fanrivalität ist deshalb groß, vor allem bei den immer zuschauerreichen Spielen gegen die Straubing Tigers, den ERC Ingolstadt oder den EV Landshut. Vor allem die Derbys gegen Straubing zogen schon vor Jahrzehnten bis zu 6.000 Zuschauer in das ehemalige Eisstadion an der Nibelungenbrücke.
Obwohl diese Partien bereits die größten Derbys darstellen, sorgen auch die Aufeinandertreffen mit dem 1. EV Weiden, dem ERSC Amberg und dem Deggendorfer EC regelmäßig für Brisanz. Wenngleich geographisch kein Derby, so gehörten vor allem in der jüngeren Vergangenheit auch die Spiele gegen den ETC Crimmitschau zu jenen, die eine volle Halle und vorherrschend stimmliche Auseinandersetzungen zwischen den Fans vorprogrammiert hatten. Dies liegt vor allem darin begründet, dass sich beide Vereine um die Jahrtausendwende lange Zeit ein sportliches Kopf-an-Kopf-Rennen in der Oberliga (1998/1999 bis 2000/01) und der 2. Bundesliga lieferten. Seit dem Aufstieg in die Bayernliga 2009 kommt es zu einem ähnlichen Phänomen mit dem VER Selb.
Schon seit längerer Zeit unterhalten die Regensburger aber auch Fanfreundschaften mit den Anhängern des EV Duisburg, des Braunlager EHC/Harz und des EC Bad Nauheim. Zudem besteht eine Freundschaft mit den Fans des ERC Regen.
Der EV Regensburg galt lange Jahre als Zuschauerkrösus. Diese Bezeichnung wird zwar heutzutage nur noch selten benutzt, doch nach dem finanziellen Kollaps 2008 zeigte ein Schnitt von knapp 2.000 Zuschauern in der fünftklassigen Landesliga Nord erneut, dass die Regensburger von vielen Eishockeyfans aus Deutschland seinerzeit zu Recht diesen Beinamen erhielten.

### Medien und Partnerschaften
Vom EV Regensburg berichten außer den einschlägig bekannten Eishockeyportalen im Internet die Mittelbayerische Zeitung, das Wochenblatt, Blizz-Aktuell, sowie der lokale Fernsehsender TVA, der in der Saison 2010/11 bereits zum vierten Mal ein Spiel des EVR live übertrug. Des Weiteren überträgt der regionale Radiosender Gong FM die Spiele des EVR live in Ausschnitten.

## Nachwuchs und Damen
| Platzierung der Nachwuchsmannschaften 2016/17 | Platzierung der Nachwuchsmannschaften 2016/17 | Platzierung der Nachwuchsmannschaften 2016/17 | Platzierung der Nachwuchsmannschaften 2016/17 | Platzierung der Nachwuchsmannschaften 2016/17 |
| --------------------------------------------- | --------------------------------------------- | --------------------------------------------- | --------------------------------------------- | --------------------------------------------- |
| Mannschaft                                    | Liga                                          | Vorrunde                                      | Meisterrunde                                  | Playoffs                                      |
| Jugend                                        | DNL                                           | 5. Platz (Gruppe B)                           | 2. Platz (Gruppe Blau)                        | Quali für VF                                  |
| Schüler                                       | BL Süd                                        | 3. Platz (Gruppe A)                           | 3. Platz                                      | VF                                            |
| Knaben                                        | LKA 3                                         | 6. Platz                                      | 6. Platz                                      | --                                            |
| Kleinschüler                                  | MK A                                          | 6. Platz                                      | 4. Platz                                      | --                                            |

Es sind fünf Nachwuchsmannschaften (Kleinstschüler bis Jugend) und eine Damenmannschaft zum Spielbetrieb gemeldet. Jugend und Schüler spielen jeweils in der höchsten Spielklasse, die Damen nahmen in der vergangenen Saison an der Landesliga teil. 2014 erhielt der EV Regensburg vom DOSB die Auszeichnung Grünes Band für seine herausragende Nachwuchsarbeit.

### Jugend
Hauptamtlicher Trainer des Jugendteams ist Peter Flache. Die Mannschaft spielt seit der Saison 2012/13 in der DNL. In den vorangegangenen Jahren wurde die Teilnahme an der DNL immer wieder angestrebt. Zunächst musste 2009 aus finanziellen Gründen auf den Aufstieg verzichtet werden, ehe man 2011 knapp in der Aufstiegsrunde scheiterte. Erst 2012 wurde der Aufstieg erreicht, aufgrund dessen die Mannschaft der Altersklasse „Junioren“ nicht mehr zum Spielbetrieb gemeldet wurde. Seit 2016 ist mit Jim Setters ein zweiter hauptamtlicher Nachwuchstrainer aktiv.
- Deutscher Junioren-Meister 2012
- Deutscher Jugend-Meister 2012

### Schüler
Die Schülermannschaft nimmt an der höchsten Spielklasse, der Bundesliga Süd, teil. Sie konnte sich in der vergangenen Saison 2011/12 erstmals für die Meisterrunde qualifizieren, nachdem in den Vorjahren der Klassenerhalt nur über die Abstiegsrunde erreicht wurde.

### Bambiniturnier
Bereits seit 1974 richtet der EV Regensburg jährlich das Internationale Bambiniturnier aus. Es gilt als eines der bedeutendsten Turniere in dieser Altersklasse. Während in den ersten beiden Jahren lediglich deutsche Mannschaften teilnahmen, spielten 1976 mit dem Wiener EV (AUT), Cortina Doria (ITA) und den Smoke Eaters Geleen (NED) erstmals ausländische Teams mit. Zunächst wurde das Turnier lange Zeit vom EV Landshut dominiert, bis 1979 mit den Baden Reps aus Kanada zum ersten Mal eine andere Mannschaft gewann. In der Folgezeit waren es meist die ausländischen Teams, die den Turniersieg unter sich ausmachten. Rekordsieger ist Djurgårdens IF, die von 1987 bis 2000 jedes Jahr teilnahmen und in dieser Zeit sechs Mal den ersten Rang belegen konnten. Der EV Regensburg selbst konnte 2011 das Turnier erstmals für sich entscheiden.

## Weitere Abteilungen
Der EV Regensburg ist zudem Heimat für die Abteilungen Eisstockschießen, Inlinehockey und Eiskunstlauf. Obwohl auch hier die Mitglieder zahlreich vertreten sind und beispielsweise die Europameisterschaft der Eisstockschützen 2005 in Regensburg ausgerichtet wurde, ist deren Bedeutung in der Regensburger Sportwahrnehmung jedoch verschwindend gering.

### Eisstockschießen
Die Eisstockschützen des EV Regensburg nehmen an verschiedenen, meist privat organisierten Turnieren mit unterschiedlicher Anzahl von Mannschaften teil. In der vergangenen Saison 2007/08 war die Mannschaft an acht Turnieren beteiligt, das Teilnehmerfeld bewegte sich zwischen 13 und 30 Teams. Es existiert kein regelmäßiger Spielbetrieb im herkömmlichen Sinn, dennoch ist eine Ligeneinteilung vorhanden. Im Januar 2009 erreichten die Eisstockschützen den Aufstieg aus der Landesliga in die Oberliga. Der Höhepunkt der Abteilung war die Ausrichtung der Europameisterschaft der Eisstockschützen im Jahr 2005.

### Inlinehockey
Die Inlinehockey-Abteilung nimmt derzeit mit keiner Mannschaft am geregelten Spielbetrieb teil. Stattdessen wird bereits seit 2000 jährlich das recht erfolgreiche Summer Jam-Turnier ausgerichtet, an dem acht verschiedene Mannschaften aus Regensburg und Umgebung teilnehmen. Rekordsieger ist das Gastgeberteam EV Regensburg Donau Rats mit bisher vier Turniersiegen.

### Internet
- Homepage des Bambiniturniers